# イエロー・サブマリン (映画)
『イエロー・サブマリン』（Yellow Submarine）は、1968年に製作されたビートルズ初のアニメ映画。出演者は「Starring Sgt.Pepper's Lonely Hearts Club Band（サージェント・ペパーズ・ロンリー・ハーツ・クラブ・バンド）」とクレジットされている。なお一部スタッフは『アニメ・ザ・ビートルズ』にも関わっていた。

## 概要
アニメ『イエロー・サブマリン』はマネージャーのブライアン・エプスタインにアメリカの映画プロデューサー、アル・ブロダックスが企画を持ち込んだものであった。企画の概略はリー・ヤノフ原作、ジョージ・ダニングの監督で製作するというものであった。ブロダックスは、1965年にテレビアニメ番組の「アニメ・ザ・ビートルズ」を制作した実績からエプスタインはこの企画に同意する。しかし映画の制作期間中の1967年8月にエプスタインが急死したことで、その後ビートルズは混乱に陥った。
アップル・レコードの設立、インドのマハリシ・マヘーシュ・ヨーギーの下での瞑想の修行などもあり、サウンド・トラック盤の制作は進んでいなかった。ビートルズのメンバーはアニメ映画の制作には消極的で、内容にも期待していなかったと言われる。プロデューサーのジョージ･マーティンによれば、「彼らは作った曲の出来が悪いと、『イエロー・サブマリン』に入れるのにちょうどいいなどと冗談を飛ばしていた」と言う。
インドから帰国後、ビートルズのメンバーは制作半ばにあった作品の試写を観て意識を変えた。アニメ『イエロー・サブマリン』は、アルバム『サージェント・ペパーズ・ロンリー・ハーツ・クラブ・バンド』をモチーフとし、おとぎ話やサイケデリックやシュールリアリズムなどがミックスされ "All You Need Is Love（愛こそはすべて）" のメッセージで統一された作品であったからである。作品が単なるアニメ映画の娯楽作品ではなく、ポップ・アートを含めた芸術性の高い作品と知ったメンバーは、アルバム用の新曲を用意し、更には自らも映画のラスト・シーンに登場する事をブロダックスに約束した。アニメ『イエロー・サブマリン』は映画作品自体が注目され、本国イギリスにましてアメリカでも好評を博し、マスコミから高く評価された。この作品のおかげで、テレビ映画『マジカル・ミステリー・ツアー』の失敗の汚名を返上したと言われている。
なお、ビートルズのメンバーは、1968年7月17日にロンドンのパヴィリオンにおいての映画のワールド・プレミア・ショウに出席し、久々に人々の前に姿を現した。
キャラクターデザインは、ビートルマニア時代をモチーフとした『アニメ・ザ・ビートルズ』に対して、1967年の「ストロベリー・フィールズ・フォーエバー」のミュージック・ビデオでの4人を題材としている。
2009年8月21日にウォルト・ディズニー・ピクチャーズとロバート・ゼメキスが本作を3Dアニメ映画としてリメイクすることが報じられ、9月11日に正式に発表された。しかし高額の制作費とプレゼン用に制作されたフッテージの出来が悪かったことに加え、同時期に公開された『少年マイロの火星冒険記3D』の興行成績が散々な結果であったことから制作中止となった。
なお、2021年にはTikTokとYouTube上で、3Dアニメ版の試作段階で作られたモーションキャプチャーの映像の一部が流出している。

## 物語
昔々（Once upon a Time）、海の底にある平和な国ペパー・ランドがあった。ある日ペパー・ランドの人気楽団サージェント・ペパーズ・ロンリー・ハーツ・クラブ・バンドが公演を開いていると、音楽が大嫌いな青鬼（ブルー・ミーニーズ）が現れ、ペパー・ランドへの侵略を始めた。青鬼らの攻撃によって、平和な王国からは愛や音楽が失われてしまう。
なんとか青鬼らの攻撃を逃れたペパー・ランドの指揮者のフレッドは、司令官に任ぜられ、潜水艦「イエローサブマリン」に乗って外界へ助けを求めることにする。リヴァプールに辿り着いたフレッドはそこでリンゴ・スターに出会う。ペパー・ランドの危機を聞き、リンゴ・スターはビートルズの仲間であるジョン・レノン、ジョージ・ハリスン、ポール・マッカートニーと共に、ペパー・ランドを救うため、イエロー・サブマリンに乗って海の底へと出発した。
航海の途中で様々な不思議な出来事に出くわしながらもフレッドと4人はペパー・ランドに辿り着き、音楽とユーモアを武器に青鬼らとの対決に挑み、最後は和解するのであった。

## キャスト
| 役名                   | 英語                                | 日本語吹き替え |
| ---------------------- | ----------------------------------- | -------------- |
| ジョン・レノン         | ジョン・クライブ                    | 津嘉山正種     |
| ポール・マッカートニー | ジェフリー・ヒューズ                | 森功至         |
| ジョージ・ハリスン     | ピーター・バトン （ノンクレジット） | 朝戸鉄也       |
| リンゴ・スター         | ポール・アンジェラス                | 富山敬         |
| 大将                   | ディック・エメリー                  | 大塚周夫       |
| フレッド               | ランス・パーシヴァル                | 田村錦人       |
| ジェレミー             | ディック・エメリー                  | 大泉滉         |
| マックス               | ディック・エメリー                  | 肝付兼太       |
| ナレーター             | ポール・アンジェラス                | 小川哲哉       |
| 日本語スタッフ         |                                     |                |
| 演出                   | 演出                                | 河村常平       |
| 翻訳                   | 翻訳                                | 井場洋子       |
| 調整                   | 調整                                | 飯塚秀保       |
| 制作                   | 制作                                | 東北新社       |

## 使用曲
曲名横の★はジョージ・ハリスン作の楽曲。これを除く楽曲はすべてレノン＝マッカートニー作の楽曲。
- イエロー・サブマリン
- エリナー・リグビー
- ラヴ・ユー・トゥ★（ジョージの登場シーン）
- ア・デイ・イン・ザ・ライフ（出発シーン、オーケストラ部分のみ）
- オール・トゥゲザー・ナウ
- ホエン・アイム・シックスティ・フォー
- オンリー・ア・ノーザン・ソング★
- ひとりぼっちのあいつ
- ルーシー・イン・ザ・スカイ・ウィズ・ダイアモンズ
- 嘘つき女★（市長を目覚めさせるシーンでアカペラで歌われる）
- サージェント・ペパーズ・ロンリー・ハーツ・クラブ・バンド
- ウィズ・ア・リトル・ヘルプ・フロム・マイ・フレンズ（冒頭のみ）
- 愛こそはすべて
- ベイビー・ユーアー・ア・リッチ・マン
- ヘイ・ブルドッグ[注 4]
- イッツ・オール・トゥ・マッチ★

これらの楽曲はサウンドトラック盤『イエロー・サブマリン』またはソングトラック盤『イエロー・サブマリン 〜ソングトラック〜』に収録されているが、「ア・デイ・イン・ザ・ライフ」のみどちらにも収録されていない。
この他にもジョージ・マーティンによるオーケストラ作品が使用されており、それらもサウンドトラック盤に収録されている。

## 評価
公開当時は興行的には成功したとは言い難かったが、当時から評論家の評価は高く、公開から40年以上たった21世紀に入ってもその評価の高さは変わっていない。特に、今ではアメリカを代表する映画評論家のロジャー・イーバートは映画評論家になりたての頃、この映画を大絶賛して評価の星の数のうち満点を与えた。さらに後年には彼自身による映画の選出リスト「Great Movies」の1本に加えた。